# Harald Grønningen
Harald Grønningen (Lensvik, 9 ottobre 1934 – Lensvik, 26 agosto 2016) è stato un fondista norvegese.
Ha conquistato cinque medaglie olimpiche in tre partecipazioni ai giochi olimpici invernali (1960, 1964 e 1968).

## Palmarès
Olimpiadi
- 5 medaglie:
  - 2 ori (15 km a Grenoble 1968, staffetta 4x10 km a Grenoble 1968)
  - 3 argenti (staffetta 4x10 km a Squaw Valley 1960, 15 km a Innsbruck 1964, 30 km a Innsbruck 1964)

Mondiali
- 2 medaglie:
  - 1 oro (staffetta 4x10 km a Oslo 1966)
  - 1 argento (15 km a Zakopane 1962)

## Onorificenze
- Medaglia Holmenkollen (1961)